# Gruppo di NGC 2841
Il Gruppo di NGC 2841 comprende cinque galassie, di cui quattro situate nella costellazione della Lince e una (proprio NGC 2841 che dà il nome al gruppo) nella costellazione dell'Orsa Maggiore.
I dati utilizzati per le distanze e il redshift sono quelli indicati nel sito NASA/IPAC (National Aeronautics and Space Administration / Infrared Processing and Analysis Center).

## Membri
Nella tabella sottostante sono riportati i membri del gruppo indicati dal sito NASA/IPAC (National Aeronautics and Space Administration / Infrared Processing and Analysis Center). 
| Nome     | Classificazione | RA (J2000.0)  | DEC (J2000.0) | Distanza di Hubble | Redshift     | Velocità radiale (km/s) | Magnitudine apparente | Dimensioni (kal) |
| -------- | --------------- | ------------- | ------------- | ------------------ | ------------ | ----------------------- | --------------------- | ---------------- |
| NGC 2500 | Spirale barrata | 08h 01m 53.2s | 50° 44′ 14″   | 9,39 ± 0,67        | 11,99 ± 0,92 | 514 ± 1                 | 11,6                  | 34               |
| NGC 2537 | Spirale barrata | 08h 13m 14.6s | 45° 59′ 23″   | 8,56 ± 0,62        | 12,14 ± 4,94 | 431 ± 1                 | 11,7                  | 21               |
| NGC 2541 | Spirale barrata | 08h 14m 40.1s | 49° 03′ 42″   | 10,13 ± 0,72       | 11,53 ± 2,60 | 548 ± 1                 | 11,8                  | 87               |
| NGC 2552 | Spirale         | 08h 19m 20.5s | 50° 00′ 35″   | 9,76 ± 0,70        | 10,61 ± 1,62 | 524 ± 1                 | 12,1                  | 39               |
| NGC 2841 | Spirale         | 09h 22m 02.6s | 50° 58′ 35″   | 11,88 ± 0.85       | 16,34 ± 4,65 | 635 ± 1                 | 9,2                   | 126              |

Il sito DeepskyLog permette di trovare agevolmente le costellazioni in cui sono situate le galassie; in alternativa si possono utilizzare le coordinate delle galassie per individuarle. Se non altrimenti indicato, le coordinate sono quelle fornite dal sito NASA/IPAC (National Aeronautics and Space Administration / Infrared Processing and Analysis Center).